# تسليتش
تسليتش هي بلدة وبلدية في شمال البوسنة والهرسك. وهي تقع في  جمهورية صربسكا.

## جغرافيا
بلدية تسليتش تبلغ مساحتها حوالي 845 كيلومترا مربعا في شمال غرب البوسنة، والتي يجتازها نهر أوسورا. يقع منبع النهر على بعد  40 كيلومترا جنوب المدينة.

## المناخ
المناخ قاري، مع شتاء بارد جدا وصيف معتدل. الشهر الأكثر سخونة هو يوليو، ومتوسط درجة الحرارة من 22 درجة مئوية مع قمم 35 درجة مئوية. أبرد شهور السنة هو يناير.

## أعلام
- دوبريفوي ماركوفيتش
- ماركو فيليبوفيتش
- فلاديمير بيتروفيتش